# Europski kup u vaterpolu 2018.
Europski kup u vaterpolu 2018. prvo je izdanje ovog natjecanja.

## Kvalifikacije
Ždrijeb je održan 30. rujna 2017. godine.

### Skupina A (Kečkemet)
| Nadnevak    | 1. momčad  | Ishod | 2. momčad  |
| ----------- | ---------- | ----- | ---------- |
| 15. veljače | Rumunjska  | 7:4   | Francuska  |
|             | Mađarska   | 16:5  | Gruzija    |
| 16. veljače | Gruzija    | 5:11  | Španjolska |
|             | Mađarska   | 10:7  | Rumunjska  |
| 17. veljače | Rumunjska  | 5:5   | Gruzija    |
|             | Francuska  | 9:6   | Španjolska |
|             | Gruzija    | 4:10  | Francuska  |
|             | Mađarska   | 8:7   | Španjolska |
| 18. veljače | Španjolska | 10:4  | Rumunjska  |
|             | Mađarska   | 9:5   | Francuska  |

|    | Tablica    | I | Pob. | Ner. | Por. | Pos. P | Prim. P | RP  | Bodovi |     |
| -- | ---------- | - | ---- | ---- | ---- | ------ | ------- | --- | ------ | --- |
| 1. | Mađarska   | 4 | 4    | 0    | 0    | 43     | 24      | +19 | 12     |     |
| 2. | Francuska  | 4 | 2    | 0    | 2    | 28     | 26      | +2  | 6      | 1:0 |
| 3. | Španjolska | 4 | 2    | 0    | 2    | 34     | 26      | +8  | 6      | 0:1 |
| 4. | Rumunjska  | 4 | 1    | 1    | 2    | 23     | 29      | -6  | 4      |     |
| 5. | Gruzija    | 4 | 0    | 1    | 3    | 19     | 42      | -23 | 1      |     |

### Skupina B (Split)
| Nadnevak    | 1. momčad  | Ishod | 2. momčad  |
| ----------- | ---------- | ----- | ---------- |
| 15. veljače | Malta      | 3:17  | Srbija     |
|             | Grčka      | 6:4   | Hrvatska   |
| 16. veljače | Nizozemska | 12:8  | Malta      |
|             | Srbija     | 12:10 | Grčka      |
|             | Hrvatska   | 16:4  | Nizozemska |
| 17. veljače | Srbija     | 15:7  | Nizozemska |
|             | Grčka      | 20:2  | Malta      |
|             | Hrvatska   | 9:7   | Srbija     |
| 18. veljače | Nizozemska | 7:9   | Grčka      |
|             | Malta      | 5:16  | Hrvatska   |

|    | Tablica    | I | Pob. | Ner. | Por. | Pos. P | Prim. P | RP  | Bodovi |            |
| -- | ---------- | - | ---- | ---- | ---- | ------ | ------- | --- | ------ | ---------- |
| 1. | Srbija     | 4 | 3    | 0    | 1    | 51     | 29      | +22 | 9      | 1:1, 19:19 |
| 2. | Grčka      | 4 | 3    | 0    | 1    | 45     | 25      | +20 | 9      | 1:1, 16:16 |
| 3. | Hrvatska   | 4 | 3    | 0    | 1    | 45     | 22      | +23 | 9      | 1:1, 13:13 |
| 4. | Nizozemska | 4 | 1    | 0    | 3    | 30     | 48      | -18 | 3      |            |
| 5. | Malta      | 4 | 0    | 0    | 4    | 18     | 65      | -47 | 0      |            |

### Skupina C (Palermo)
| Nadnevak    | 1. momčad | Ishod | 2. momčad |
| ----------- | --------- | ----- | --------- |
| 16. veljače | Crna Gora | 9:8   | Rusija    |
|             | Italija   | 16:4  | Njemačka  |
| 17. veljače | Rusija    | 11:11 | Njemačka  |
|             | Crna Gora | 5:9   | Italija   |
| 18. veljače | Njemačka  | 4:14  | Crna Gora |
|             | Italija   | 15:10 | Rusija    |

|    | Tablica   | I | Pob. | Ner. | Por. | Pos. P | Prim. P | RP  | Bodovi |
| -- | --------- | - | ---- | ---- | ---- | ------ | ------- | --- | ------ |
| 1. | Italija   | 3 | 3    | 0    | 0    | 40     | 19      | +21 | 9      |
| 2. | Crna Gora | 3 | 2    | 0    | 1    | 28     | 21      | +7  | 6      |
| 3. | Rusija    | 3 | 0    | 1    | 2    | 29     | 35      | -6  | 1      |
| 4. | Njemačka  | 3 | 0    | 1    | 2    | 19     | 41      | -22 | 1      |

## Završni turnir (Rijeka)

### Skupina A
| Nadnevak   | 1. momčad  | Ishod | 2. momčad  |
| ---------- | ---------- | ----- | ---------- |
| 5. travnja | Mađarska   | 9:9   | Grčka      |
|            | Italija    | 4:11  | Španjolska |
| 6. travnja | Mađarska   | 5:10  | Italija    |
|            | Španjolska | 7:6   | Grčka      |
| 7. travnja | Italija    | 10:7  | Grčka      |
|            | Mađarska   | 13:7  | Španjolska |

|    | Tablica    | I | Pob. | Ner. | Por. | Pos. P | Prim. P | RP | Bodovi |
| -- | ---------- | - | ---- | ---- | ---- | ------ | ------- | -- | ------ |
| 1. | Španjolska | 3 | 2    | 0    | 1    | 25     | 23      | +2 | 6      |
| 2. | Italija    | 3 | 2    | 0    | 1    | 24     | 23      | +1 | 6      |
| 3. | Mađarska   | 3 | 1    | 1    | 1    | 27     | 26      | +1 | 4      |
| 4. | Grčka      | 3 | 0    | 1    | 2    | 22     | 26      | -4 | 1      |

### Skupina B
| Nadnevak   | 1. momčad | Ishod | 2. momčad |
| ---------- | --------- | ----- | --------- |
| 5. travnja | Francuska | 5:20  | Hrvatska  |
|            | Srbija    | 9:5   | Crna Gora |
| 6. travnja | Hrvatska  | 10:5  | Crna Gora |
|            | Srbija    | 13:2  | Francuska |
| 7. travnja | Francuska | 6:10  | Crna Gora |
|            | Srbija    | 7:8   | Hrvatska  |

|    | Tablica   | I | Pob. | Ner. | Por. | Pos. P | Prim. P | RP  | Bodovi |
| -- | --------- | - | ---- | ---- | ---- | ------ | ------- | --- | ------ |
| 1. | Hrvatska  | 3 | 3    | 0    | 0    | 38     | 17      | +21 | 9      |
| 2. | Srbija    | 3 | 2    | 0    | 1    | 29     | 15      | +14 | 6      |
| 3. | Crna Gora | 3 | 1    | 0    | 2    | 20     | 25      | -5  | 3      |
| 4. | Francuska | 3 | 0    | 0    | 3    | 13     | 43      | -30 | 0      |

#### 7./8.
| 1. momčad | Ishod | 2. momčad |
| --------- | ----- | --------- |
| Grčka     | 12:4  | Francuska |

#### 5./6.
| 1. momčad | Ishod | 2. momčad |
| --------- | ----- | --------- |
| Mađarska  | 7:15  | Crna Gora |

### Za treće mjesto
| 1. momčad | Ishod | 2. momčad |
| --------- | ----- | --------- |
| Italija   | 10:9  | Srbija    |

### Završnica
| 1. momčad  | Ishod | 2. momčad |
| ---------- | ----- | --------- |
| Španjolska | 9:12  | Hrvatska  |

| Pobjednici           |
| -------------------- |
| Hrvatska Prvi naslov |